# Valea Screzii
Valea Screzii – wieś w Rumunii, w okręgu Prahova, w gminie Poseștii. W 2011 roku liczyła 419 mieszkańców.